# Rozwady (województwo warmińsko-mazurskie)
Rozwady (niem. Erdmannsdorf) – osada w Polsce położona w województwie warmińsko-mazurskim, w powiecie olsztyńskim, w gminie Biskupiec. Osada znajduje się w historycznym regionie Warmia.
W latach 1975–1998 miejscowość należała administracyjnie do województwa olsztyńskiego.